# Магистральная улица (Ижевск)
Магистра́льная у́лица — магистральная улица на юге Ижевска. Располагается в Первомайском и Ленинском районах города. Проходит от улицы Гагарина до улицы Обнорского южнее Воткинской железнодорожной линии. От проезда Обнорского до улицы Обнорского является пешеходной. Нумерация домов — с запада на восток, от улицы Карла Маркса. Между улицами Гагарина и Карла Маркса жилая застройка отсутствует. Дома улицы обслуживают городские отделения связи № 3 и 27.
Современное название улица получила 9 августа 1954 года по решению исполкома Ижевского горсовета.

## Маршрут
Улица начинается как автомобильная дорога магистрального значения в Привокзальном районе Ленинского административного района Ижевска. Следует на восток от улицы Гагарина, как продолжение Колхозной улицы. Проходит по путепроводу над железнодорожными путями станции Ижевск (Балезинское и Воткинское направления), пересекает улицу Пойма. От улицы Пойма следует на северо-восток и пересекает улицу Маяковского. Далее пересекает реку Иж и входит в Первомайский район Ижевска. После перекрёстка с Зимней улицей следует на север до улицы Карла Маркса. От улицы Карла Маркса вновь пролегает на восток до улицы Обнорского, где и заканчивается.
В Первомайском районе пересекает улицу Степана Разина, Партизанскую улицу, проезд и улицу Руднева, улицу Станиславского, проезд и улицу Щедрина, Комбинатный проезд, Комбинатную улицу, проезд и улицу Мурмана, проезд и улицу Седова, проезд Обнорского.
С севера к Магистральной улице примыкают улицы Карла Маркса и Пугачёва. С юга примыкают Зимняя улица и Комбинатный проезд.

## Примечательные здания и сооружения
По нечётной стороне
- № 1 — супермаркет «Магнит»

По чётной стороне
- № 6 — штрафстоянка автомобилей
- № 6а — баня

## Транспорт
Улица имеет важное транспортное значение, связывая центр Ижевска с Привокзальным и Воткинским жилыми районами.

### Трамвай
Трамвайная линия пролегает от улицы Карла Маркса до улицы Гагарина. По линии проходят маршруты трамваев № , , ,  и .
На улице расположены 3 станции: «Магистральная», «Южная автостанция» и «Хозяйственная база» (перечислены по направлению движения из центра города).

### Автобус
По улице курсируют автобусы следующих маршрутов:
- от улицы Карла Маркса до Гагарина и обратно — № 22, 25, 49
- от улицы Маяковского до Гагарина и обратно — № 319, 327, 357.